# أماريلدو دي جيسوس فالنتي
أماريلدو دي جيسوس فالنتي (9 أبريل 1974 في البرازيل – )؛ هو لاعب كرة قدم ياباني  سابق كان يلعب كلاعب وسط في نادي كيوتو سانغا.

## وصلات خارجية
1. ↑  J.League Data Site (باليابانية)